# Stazione di Sommariva del Bosco
La stazione di Sommariva del Bosco è una stazione ferroviaria posta sulla linea Carmagnola-Bra, a servizio dell'omonimo comune.

## Movimento
Nell'impianto effettuano fermata i treni regionali in servizio sulla relazione SFM4 Alba-Germagnano del servizio ferroviario metropolitano di Torino, svolti da Trenitalia nell'ambito del contratto di servizio stipulato con la Regione Piemonte.